# Nucula atacellana
Nucula atacellana är en musselart som beskrevs av Schenck 1939. Nucula atacellana ingår i släktet Nucula och familjen nötmusslor. Inga underarter finns listade i Catalogue of Life.